# Chikkakadathur, Malur
Chikkakadathur là một làng thuộc tehsil Malur, huyện Kolar, bang Karnataka, Ấn Độ.